# Università Bordeaux Montaigne

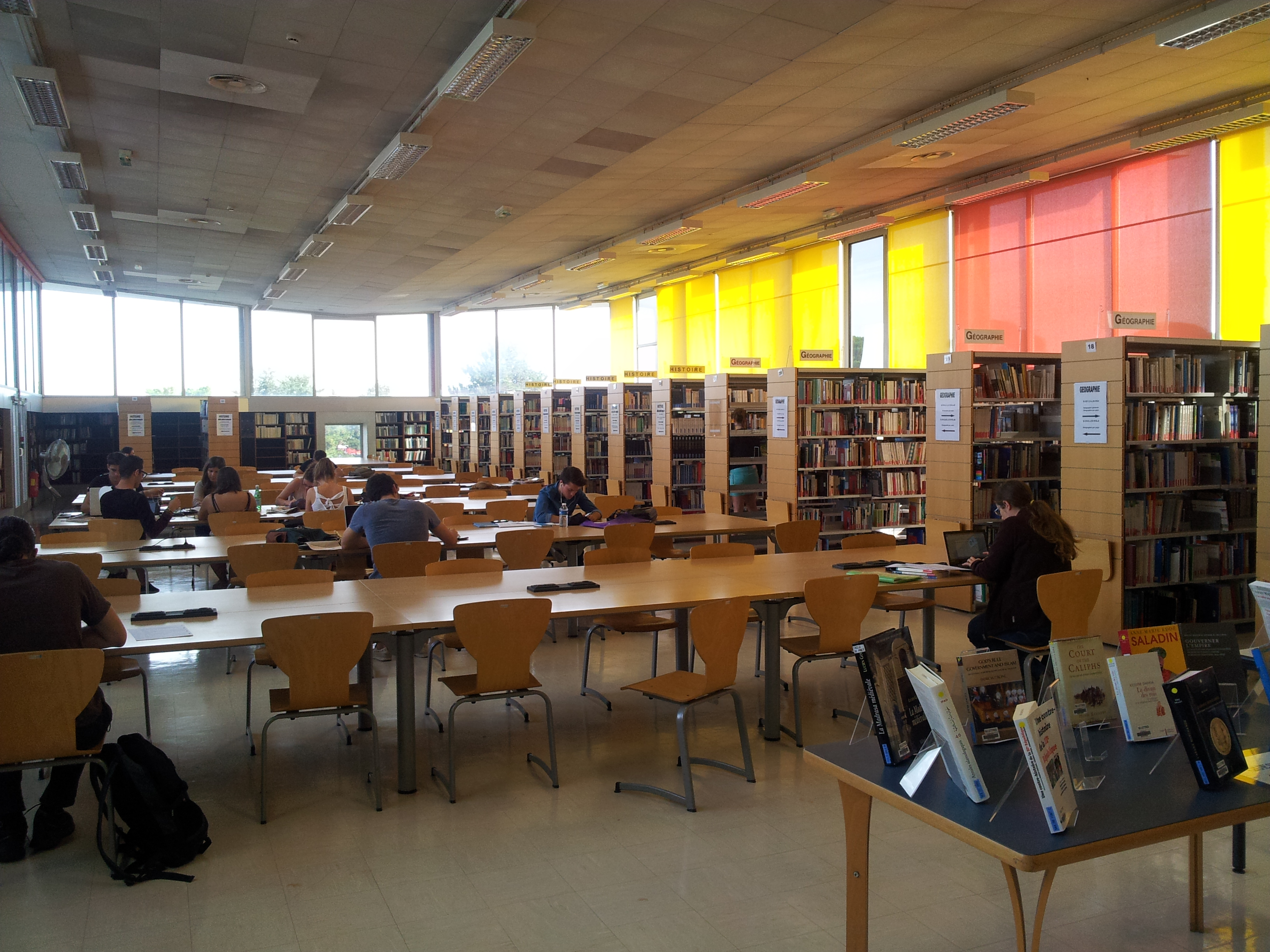
La biblioteca universitaria

L'Università Bordeaux Montaigne (in francese: Université Bordeaux Montaigne) è un istituto universitario francese con sede nella periferia di Bordeaux, nell'area universitaria di Talence-Pessac-Gradignan. Fa parte dell'Accademia di Bordeaux. Ci sono più di 17 000 immatricolati per anno.
Il campus, che si estende su 265 ettari, è uno dei più grandi d'Europa.